# Akron Summit Assault
El Akron Summit Assault fue un equipo de fútbol de los Estados Unidos que alguna vez jugó en la USL Premier Development League, la cuarta liga de fútbol más importante del país.

## Historia
Fue fundado en el año 2010 en la ciudad de Akron, Ohio como un equipo de expansión de la USL Premier Development League para reemplazar al Cleveland Internationals que desapareció al final de la temporada 2010, anuncio que fue ratificado el 23 de febrero del 2011.
Su primer partido oficial fue una derrota 0-2 ante el Chicago Fire Premier el 14 de mayo, y el primer gol del equipo en la historia lo hizo Michael O'Neill en un empate 2-2 en la jornada siguiente ante el Cincinnati Kings.
El club desapareció al finalizar la temporada.

## Temporadas
| Año  | División | Liga | Temporada Regular | Playoffs     | US Open Cup  |              |
| ---- | -------- | ---- | ----------------- | ------------ | ------------ | ------------ |
| 2011 | 4        | PDL  | 5º, Great Lakes   | No clasificó | No clasificó | No clasificó |

## Estadios
- St. Vincent-St. Mary High School Sports Ground; Akron, Ohio (2011)
- Lee Jackson Field de la University of Akron; Akron, Ohio (2011) 2 juegos

## Entrenadores
- Denzil Antonio (2011)